# Orlando Magic 2012-2013
La stagione 2012-13 degli Orlando Magic fu la 24ª nella NBA per la franchigia.
Gli Orlando Magic arrivarono quinti nella Southeast Division della Eastern Conference con un record di 20-62, non qualificandosi per i play-off.

## Roster
| N° | Naz.                   | Ruolo | Sportivo         | Anno | Alt. | Peso |
| -- | ---------------------- | ----- | ---------------- | ---- | ---- | ---- |
| 1  | Stati Uniti (bandiera) | G     | Doron Lamb       | 1991 | 193  | 95   |
| 2  | Stati Uniti (bandiera) | C     | Kyle O'Quinn     | 1990 | 208  | 109  |
| 3  | Stati Uniti (bandiera) | A     | Al Harrington    | 1980 | 206  | 104  |
| 4  | Stati Uniti (bandiera) | A     | Arron Afflalo    | 1985 | 196  | 98   |
| 7  | Stati Uniti (bandiera) | G     | J.J. Redick      | 1984 | 193  | 86   |
| 9  | Montenegro (bandiera)  | C     | Nikola Vučević   | 1990 | 208  | 109  |
| 10 | Stati Uniti (bandiera) | G     | Ish Smith        | 1988 | 183  | 79   |
| 11 | Stati Uniti (bandiera) | A     | Glen Davis       | 1986 | 206  | 131  |
| 12 | Stati Uniti (bandiera) | A     | Tobias Harris    | 1992 | 203  | 102  |
| 14 | Stati Uniti (bandiera) | G     | Jameer Nelson    | 1982 | 183  | 86   |
| 15 | Turchia (bandiera)     | A     | Hidayet Türkoğlu | 1979 | 208  | 100  |
| 17 | Stati Uniti (bandiera) | A     | Josh McRoberts   | 1987 | 208  | 109  |
| 19 | Messico (bandiera)     | C     | Gustavo Ayón     | 1985 | 208  | 116  |
| 19 | Slovenia (bandiera)    | G     | Beno Udrih       | 1982 | 191  | 93   |
| 20 | Stati Uniti (bandiera) | A     | DeQuan Jones     | 1990 | 203  | 100  |
| 21 | Stati Uniti (bandiera) | A     | Moe Harkless     | 1993 | 203  | 94   |
| 44 | Canada (bandiera)      | A     | Andrew Nicholson | 1989 | 206  | 116  |
| 55 | Stati Uniti (bandiera) | G     | E'Twaun Moore    | 1989 | 193  | 86   |

## Staff tecnico
- Allenatore: Jacque Vaughn
- Vice-allenatori: James Borrego, Wes Unseld jr., Brett Gunning
- Vice-allenatori per lo sviluppo dei giocatori: Laron Profit, Luke Stuckey
- Preparatore fisico: Joe Rogowski
- Preparatore atletico: Keon Weise